# David Ceresa
David Ceresa (* 26. März 1986 in Bozen) ist ein italienischer Eishockeyspieler, der seit 2016 erneut beim HC Eppan in der Serie A2 unter Vertrag steht.

## Karriere
David Ceresa begann seine Karriere als Eishockeyspieler beim HC Eppan, für den er in der Saison 2003/04 sein Debüt in der Serie A1 gab. Mit seiner Mannschaft stieg der Verteidiger in seinem Rookiejahr in die Serie A2 ab, in der er die folgenden drei Spielzeiten verbrachte, ehe er im Sommer 2007 einen Vertrag beim SHC Fassa aus der Serie A1 erhielt. Nach nur einem Jahr verließ der Linksschütze das Team jedoch bereits wieder, um sich deren Ligarivalen, dem HC Bozen, anzuschließen, mit dem er in der Saison 2008/09 das Double aus Meisterschaft und Pokal gewann. Aus beruflichen Gründen wechselte er im September 2011 zurück zum HC Eppan.
In der Saison 2015/16 spielte er für Ritten Sport und gewann mit den Rittner Buam die italienische Meisterschaft.

### International
Für Italien nahm Ceresa an der U18-Junioren-B-Weltmeisterschaft 2004, sowie den U20-Junioren-B-Weltmeisterschaften 2004, 2005 und 2006 teil.

## Erfolge und Auszeichnungen
- 2009 Italienischer Meister mit dem HC Bozen
- 2009 Sieger Coppa Italia mit dem HC Bozen
- 2013 Meister der Serie A2 mit dem HC Eppan
- 2016 Italienischer Meister mit Ritten Sport